# Walthall (Missisipi)
Walthall – wieś w Stanach Zjednoczonych, w stanie Missisipi, siedziba administracyjna hrabstwa Webster.